# 泰恩-威爾地鐵
泰恩-威爾地鐵（英語：Tyne and Wear Metro），當地簡稱為The Metro，是一個位於英國東北英格蘭的地鐵系統，服務範圍涵蓋泰恩-威爾郡的泰恩河畔紐卡索、蓋茨黑德、南泰恩賽德、北泰恩賽德及桑德蘭等地區，但它也具有輕軌元素，因此也被稱為是英國的第一個現代輕軌系統。
此系統的第一期路網是在既有的鐵道路線上新建隧道改建而成，於1980至1984年間開始營運，其擴展路段則在1991至2002年間開始營運。目前此系統為英國第二大的地鐵系統，僅次於倫敦地鐵之後，此系統總長77.5（48.2英里）、包含兩條路線、設有60個車站的路網，在2018至2019年間承載逾3800萬旅次的乘客。

## 沿革
泰恩-威爾地鐵經常被描述為英國首個準地鐵系統，它其實是一個混合型系統，包括輕軌 (平交道口)和地鐵 (獨立路權)；長距高速的市郊鐵路和內城地下鐵路系統的元素。
該地鐵部份路段曾屬泰恩賽德電鐵 ()，該電鐵是世界上最早的電氣化通勤鐵路系統之一；而泰恩賽德電鐵本身則繼承兩個更早的旅客鐵路系統，分別為紐卡斯爾和北希爾茲鐵路以及布萊斯和泰恩鐵路，其中紐卡斯爾和北希爾茲鐵路早於1839年已開始運作，因此泰恩-威爾地鐵被認為是最早的都市軌道運輸系統之一。

### 前身

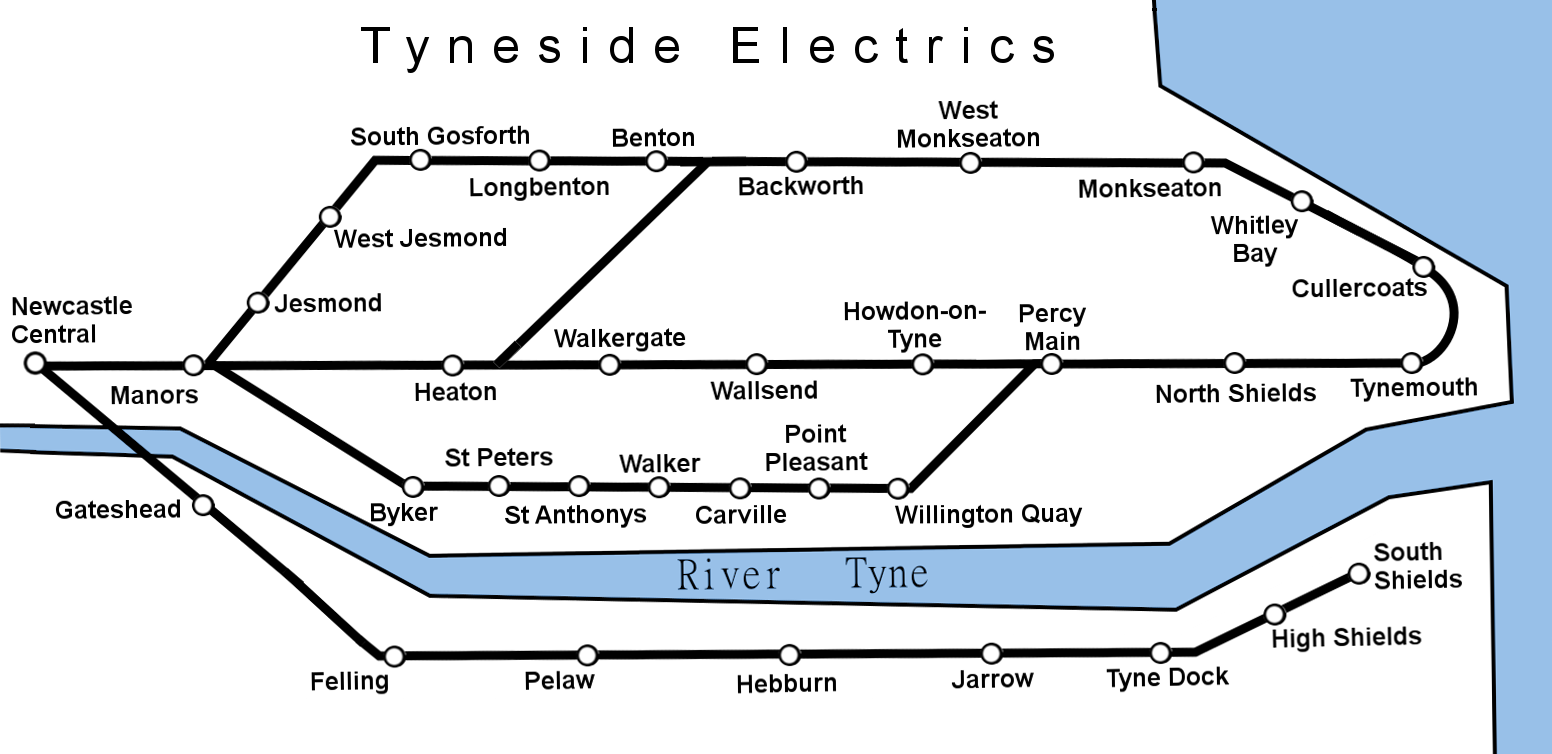
泰恩賽德電鐵路網圖

泰恩-威爾地鐵最古老的一部分是1839年開通的紐卡斯爾和北希爾茲鐵路。1844年11月，該鐵路併入紐卡斯爾和伯威克鐵路。紐卡斯爾和伯威克鐵路於1847年被併入約克、紐卡斯爾和伯威克鐵路，並於1854年成為東北鐵路的一部分。至於布萊斯和泰恩鐵路最初則是一系列運送煤礦的貨運鐵路，1847年開始運營客運，1853年整合為布萊斯和泰恩鐵路，1874年布萊斯和泰恩鐵路也併入英國東北鐵路。
1904 年，為了應對與紐卡斯爾有軌電車競爭導致的乘客流失， 英國東北鐵路開始以600V直流第三軌供電形式對泰恩河以北的部分鐵路網絡進行電氣化，成為世界上最早的電氣化通勤鐵路系統，稱為泰恩賽德電鐵。1919年北泰恩賽德環線全線電氣化完工，電氣化及其帶來的服務改善成功扭轉了乘客人數下降的趨勢，乘客人數穩步上升，並於1913年突破1000萬人次，超過了電氣化之前的最高總量。它還大大降低了服務的運行成本，與它所取代的蒸汽列車相比，成本降低到一半以下。
1923年東北鐵路併入倫敦及東北鐵路，鑒於北泰恩賽德環線電氣化的成功，往南希爾茲的路線也在1938年完成電氣化，1948年隨著鐵路國有化，泰恩賽德電鐵系統併入英國鐵路，由英國鐵路領導運營。然而隨著使用年限逼近，泰恩賽德電鐵卻無力負擔更新過期的基礎設施和機車車輛費用，導致乘客數量下降、成本上升，最終在20世紀60年代英國鐵路公司領導下泰恩賽德電鐵停止電氣化，並轉為柴油運營，紐卡斯爾-南希爾茲線於1963年拆除電氣化設備，北泰恩賽德環線則於1967年拆除，這樣的轉變被認為是一種退步，因為柴油列車速度比它們所取代的電車慢。

### 地鐵化
20 世紀70年代初期，落後的當地交通系統被認為是阻礙該地區經濟發展的主要因素之一，1971 年新成立的泰恩賽德客運管理局委託開展了一項研究，探討交通系統如何影響該地區的經濟發展，以及可以改進的方向。最終研究建議通過將嚴重破舊的前泰恩賽德電鐵轉變為電氣化地鐵系統來復興該網絡，其中將包括一個新建的地下部分，以更好地為紐卡斯爾和蓋茨黑德繁忙的中心地區提供服務。
這項計劃得到了英國議會於1973年7月通過的《泰恩賽德都市鐵路法案》的批准。作為初始系統的一部分，總長42公里的3條鐵路線被改建為地鐵線，即北泰恩賽德環線、紐卡斯爾至南希爾茲支線，以及龐特蘭鐵路的南戈斯弗斯 - 堤岸腳區間。改建後的鐵路線將由10公里長的新建區間連接，其中大約6公里在地。
泰恩-威爾地鐵建設工作於1974年10月開始，包括建設新的基礎設施、利用架空線設備重新實現電氣化、升級或搬遷現有車站以及建設幾個新車站（其中一些位於地下）。泰恩-威爾地鐵是英國第一條使用公制單位運營的鐵路，所有速度和距離僅以公制單位表示；同時它也是英國第一個完全無障礙的交通系統，所有車站均提供無障礙通道。

### 開通與擴張
1980年8月11日泰恩-威爾地鐵第一階段開通，其餘路段陸續開通，至1984年計畫路段全部開通，泰恩-威爾成為首個英國系統套用卡爾斯魯厄模式，即兩條路線的列車在部分路段共用路軌。1991年至紐卡索機場的延伸路段開通，新增2個車站、延長路網長度3.5公里，連接北英格蘭第二繁忙的紐卡素機場。2002年3月從佩羅站至南希爾頓站的延伸線，其中一部份路段為改造、利用達勒姆海岸線。
此後泰恩-威爾地鐵沒有再進行路線延伸，僅在2005年和2008年分別在既有路段上新增一個車站。雖然泰恩-威爾地鐵不再進行擴張，但是對系統進行翻新，包括車站、列車、售票系統都陸續進行更新，運營也獲得優化。

## 路線
系統主要包含兩條路線：
- 綠線：紐卡索機場 - 南希爾頓（英语：South Hylton Metro station），途經紐卡索機場、泰恩河畔紐卡素市中心、紐卡斯爾車站、蓋茨黑德及桑德蘭市中心。
- 黃線 (環狀線)：聖詹姆斯（英语：St James Metro station） - 南戈斯弗斯（英语：South Gosforth Metro station） - 紀念碑（英语：Monument Metro station） - 南希爾頓（英语：South Hylton Metro station），途經聖占士公園球場、紐卡斯爾車站。

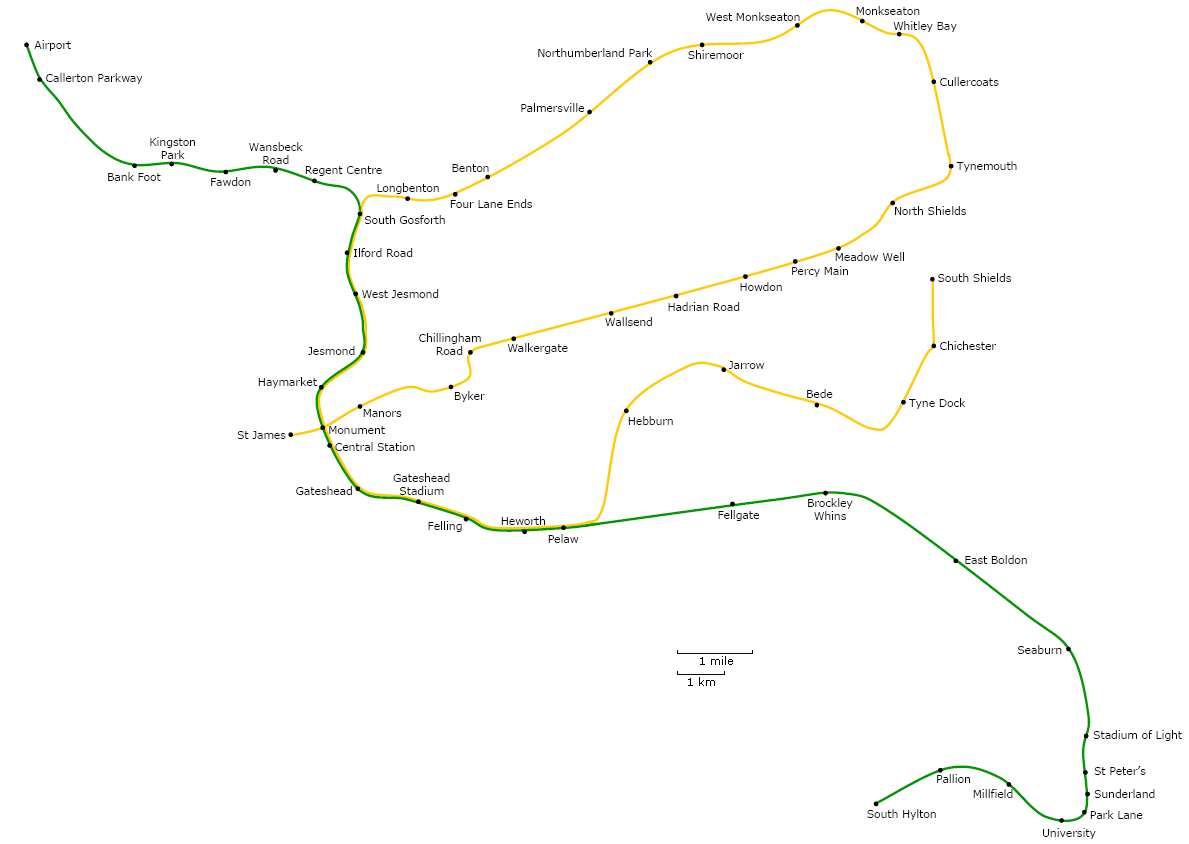
路線圖

## 車輛

### 泰恩-威爾地鐵列車
- 第一代塗裝
- 第二代塗裝
- 第三代塗裝

泰恩-威爾地鐵使用輕軌規格的列車，車輛於1978~1981年間製造，列車最高速度為80公里/小時，使用1,500V直流架空線供電，該電壓以前曾在英國的許多鐵路上使用，但現在是英國唯一使用1,500V電壓的電氣化鐵路。泰恩-威爾地鐵列車共製造90組，每組車輛由兩節列車組成，載客量252人，其中有64個座位，最初使用單組運營，因為過於壅擠之後改為兩組一列運營，雖然最初規劃3組一列運營，站台也設計為相應的長度，然而由於缺乏資金泰恩-威爾地鐵無法引入足夠車輛實施此計畫。
泰恩-威爾地鐵列車共使用過三種塗裝，第一代塗裝為黃、白雙色，和泰恩威爾郡公車車隊的塗裝相同；第二代塗裝1995年開始採用，車身塗為紅、藍、綠其中一種顏色，車門、列車正面則為黃色；2012~2015年翻新後開始採用黑色和黃色的第三代塗裝。所有泰恩-威爾地鐵列車在1996年至2000年間翻新，2010年至2015年間又翻新86組列車，由於資金不足，4組列車未被翻新，這些列車不符合無障礙法規，被限制只能在高峰期間使用。所有泰恩-威爾地鐵列車將被預計在2023年投入的新列車--英國鐵路555型電聯車取代。

### 555型電聯車

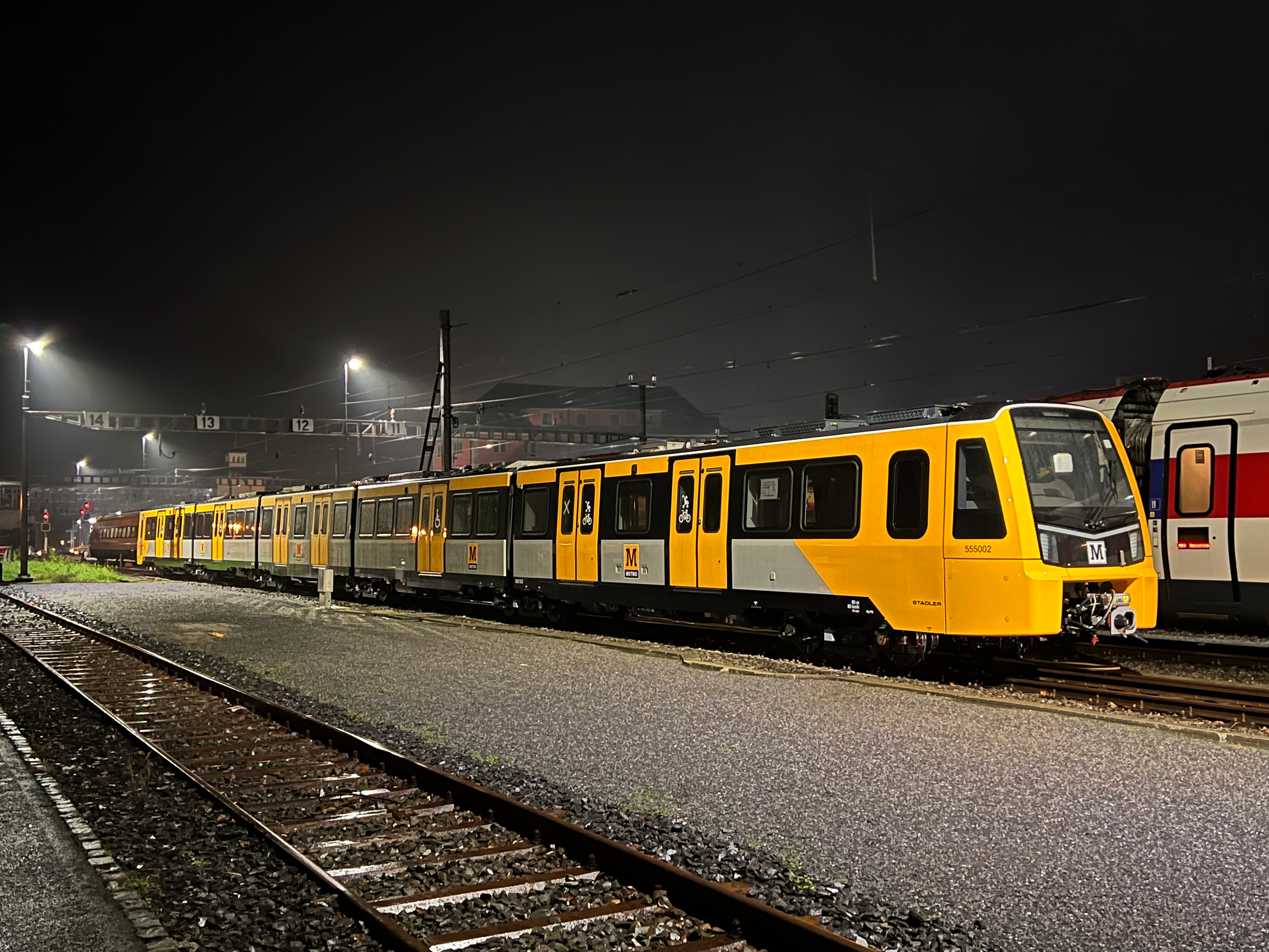
位於瑞士準備交付的555型電聯車

泰恩-威爾地鐵計畫在2023年投入555型電聯車取代舊的車輛，該計畫於2016年提出，2020年宣布新列車由瑞士施泰德鐵路負責製造，泰恩-威爾地鐵一共購入46組列車，每組5輛編成，載客量600人，其中有104個座，為了方便555型列車的運營，泰恩-威爾地鐵在南戈斯弗斯建造了一個新的地鐵機廠，60個車站中的40個車站正在修改站台高度。555型列車於2021年8月開始建造，2023年5月開始交付，並進行測試，預計2023年秋季投入使用。

## 營運
泰恩-威爾地鐵每日5：00~6：00間開始營運，假日延後一小時，營運直至隔日午夜左右，列車班距為12分鐘，假日為15分鐘，因此重疊路段班距為平日6分鐘、假日7.5分鐘，另外黃線佩羅 - 蒙克西頓早晚高峰時段有區間車，使重疊路段班距進一步縮短為3分鐘。

## 未來計畫
目前泰恩-威爾地鐵的延伸計畫是通過已關閉的利姆賽德線部分路段，延伸至華盛頓，該地區設有國際先進製造園區。2022年11月東北聯合運輸委員會對計畫進行評估，經費估計為7.45億英鎊。

## 外部連結
- 官方網頁 （页面存档备份，存于）